# Akolada (muzyka)
Akolada – znak graficzny mający postać nawiasu łączącego pięciolinie umieszczany po lewej stronie notacji muzycznej.
W XVII i XVIII wieku nawias klamrowy umieszczano po lewej stronie partytury, nawet w przypadku utworów orkiestrowych. Z czasem klamrą zaczęto oddzielać partie poszczególnych sekcji instrumentów muzycznych (dętych drewnianych, dętych blaszanych, smyczkowych). Od XX w. sekcje orkiestrowe zaczęto oddzielać nawiasem kwadratowym, z kolei nawias klamrowy stosowany jest przy partiach tych samych instrumentów (np. I i II skrzypce) oraz – również w utworach solowych – w przypadku instrumentów takich jak fortepian, harfa, czy organy.
Klamra łącząca dwie partie w kluczach wiolinowym i basowym:
Nawias łączący dwie partie w kluczach dla instrumentów perkusyjnych o nieokreślonej wysokości dźwięku: